# 乌克兰国家安全与国防事务委员会
乌克兰国家安全与国防事务委员会（烏克蘭語：Рада національної безпеки і оборони України，羅馬化：Rada natsionalnoi bezpeky i oborony Ukrainy，缩写為RNBOU）是1991年10月11日至2022年2月24日期间乌克兰总统的国家顾问机关，其任务是在对内与国际事务方面的国家安全政策制定时接受乌克兰总统的咨询。目前职能由烏克蘭最高統帥部继承。
主席為烏克蘭總統。首長為秘書，現任為阿列克西·丹尼洛夫。前總統彼得·波羅申科和前總理阿纳托利·基纳赫也曾擔任此職。
自2014年起，该机构获得了更广泛的权力，包括实施制裁。在弗拉基米尔·泽连斯基担任总统期间，自2021年起，国家安全与国防委员会积极对乌克兰公民实施制裁，此举引发了人权组织和法律专家的批评，认为这种做法违反法治原则，具有政治动机。
2022年2月25日，乌克兰总统泽连斯基签署了总统令，宣布成立烏克蘭最高統帥部，并任主席兼烏克蘭武裝部隊最高統帥，泽连斯基表示，为确保对乌克兰武装部队、其他武装力量和执法机构的战略领导，下令成立最高统帅部。最高统帅部的成立，将中止乌克兰国家安全与国防委员会下设的军事内阁及其相关机构的运行。

## 历史

### 国防委员会
1991年10月11日，乌克兰最高苏维埃创立了国防委员会。1992年1月23日，乌克兰总统任命Myroslav Vitovsky为委员会秘书，直至1995年11月30日。

#### 组成情况
1992年4月9日乌克兰最高拉达批准了国防委员会的组成：
- 乌克兰总统[7]
- 乌克兰最高拉达主席[7]
- 乌克兰总理[7]
- 乌克兰最高拉达第一副主席[7]
- 乌克兰外交部长[7]
- 乌克兰国防部长[7]
- 乌克兰内务部长[7]
- 乌克兰机械制造、军事工业综合体与军转民部长[7]
- 乌克兰国家安全局局长[7]
- 乌克兰国民卫队司令[7]
- 乌克兰边防局司令[7]

### 国家安全委员会
1992年7月3日根据国会的临时决议设立了国家安全委员会。1994年得到乌克兰总统库奇马的改组与加强。其负责人为：
- 1992年7月1日 - 1993年4月19日 Volodymyr Selivanov（英语：Volodymyr Selivanov）（乌克兰总统国家安全事务顾问 - 国家安全委员会秘书）
  - 1992年11月19日之前作为国家安全事务的乌克兰国务顾问
- 1993年12月1日 - 1994年8月5日 Valeriy Kartavtsev（英语：Valeriy Kartavtsev）（国家安全委员会秘书）
- 1994年8月5日 - 1999年11月10日 Volodymyr Horbulin（英语：Volodymyr Horbulin）（国家安全委员会秘书）
  - 1994年10月17日兼任国家安全事务领域的乌克兰总统顾问

1994年8月23日，国会通过了设立国家安全委员会的新法案。根据1996年6月28日通过的新的乌克兰宪法，第107号法案设立国家安全与国防事务委员会，乌克兰总统于1996年8月30日签署。

## 针对乌克兰公民的制裁
乌克兰国家安全与国防委员会（NSDC）的制裁政策因对乌克兰公民实施未经法院裁决的个人限制措施而受到广泛批评，这种做法违反了《乌克兰宪法》和法治的基本原则。
制裁依据是《乌克兰制裁法》，该法于2014年8月14日由乌克兰最高拉达通过。但该机制不包含司法程序，这违反了欧盟及其他民主国家的法律标准。
包括公民自由中心、乌克兰赫尔辛基人权联盟 和 哈尔科夫人权保护小组 在内的人权组织指出，这种做法具有违宪性质。他们强调，NSDC是一个政治机构，不具备执行准司法职能的权力。
2025年2月，多个乌克兰人权组织联合发表声明，谴责将制裁作为对反对派的政治打压工具。
批评者认为，总统弗拉基米尔·泽连斯基越来越多地将制裁机制作为清除政治对手、加强对媒体和商业控制的政治工具。制裁对象包括反对派政治人物、记者和商人，例如前总统彼得罗·波罗申科、企业家伊戈尔·科洛莫伊斯基和 根纳季·博戈柳博夫、记者 斯维特兰娜·克鲁科娃、前总统顾问奥列克西·阿列斯托维奇以及商人 科斯季扬京·热瓦戈。
国际人权组织，包括国际特赦组织，也表达了类似的批评，称制裁“系统性地被用作政治迫害的工具”。

## 当前组成
2022年2月25日，总统泽连斯基签署了总统令，宣布成立烏克蘭最高統帥部，兼任最高统帅部主席暨武裝部隊最高統帥，中止了国家安全与国防事务委员会职能的运行。原部门构成人员如下：
- 乌克兰总统
- 乌克兰总理
- 内务部长
- 国家安全局长
- 国防部长
- 外交部长
- 国家安全与国防事务委员会秘书
- （可选）国会议长
- 总检察长
- 国家银行行长
- 总统府秘书长

### 雇员
2010年，乌克兰国家安全与国防事务委员会有460名人员，而於2012年4月則有90人。2012年4月9日，总统维克托·亚努科维奇限定该委员会雇员不超过180人。

## 1994之后的委员会秘书长
| #   | 姓名                | 任职时间                      |
| 1   | Volodymyr Horbulin  | 1994/8/30 — 1999/11/10        |
| 2   | Yevhen Marchuk      | 1999/11/10 — 2003/6/25        |
| 3   | Volodymyr Radchenko | 2003/9/2 — 2005/1/20          |
| 4   | 彼得·波罗申科       | 2005/2/8 — 2005/9/8           |
| 5   | 阿纳托利·基纳赫     | 2005/9/27 — 2006/5/16         |
| act | Volodymyr Horbulin  | 2006 5/24-10/10               |
| 6   | Vitaliy Haiduk      | 2006/10/10 — 2007/5/12        |
| 7   | Ivan Pliusch        | 2007/5/12 — 2007/11/26        |
| 8   | Raisa Bohatyriova   | 2007/12/24 — 2012/2/14        |
| 9   | Andriy Klyuyev      | 2012/2/14 — 2014/1/24         |
| 10  | Andriy Parubiy      | 2014/2/27 — 2014/8/7          |
| 11  | 亞歷山大·圖奇諾夫   | 2014年12月16日－2019年5月19日 |
| 12  | 阿列克西·丹尼洛夫   | 2019年10月3日－2024年3月26日  |
| 13  | 亚历山大·利特维年科 | 2024年3月26日－2025年7月17日  |
| 14  | 魯斯捷姆·烏梅羅夫   | 2025年7月17日－               |